# Wiesław Werbliński
Wiesław Werbliński (ur. w 1931) – polski lekkoatleta, specjalizujący się w biegach sprinterskich i średniodystansowych.

## Osiągnięcia
- Mistrzostwa Polski seniorów w lekkoatletyce
  - Kraków 1950 – brązowy medal w biegu na 800 m
  - Warszawa 1951 – złoty medal w sztafecie 4 × 400 m, srebrny medal w biegu na 800 m
  - Wrocław 1952 – srebrny medal w biegu na 400 m, srebrny medal w sztafecie 4 × 400 m
  - Warszawa 1953 – brązowy medal w biegu na 400 m
  - Warszawa 1954 – złoty medal w sztafecie 4 × 400 m
- Halowe mistrzostwa Polski seniorów w lekkoatletyce
  - Poznań 1951 – złoty medal w biegu na 800 m, srebrny medal w sztafecie 3 × 800 m
  - Poznań 1954 – złoty medal w sztafecie 3 × 800 m, brązowy medal w biegu na 800 m
- Memoriał Janusza Kusocińskiego
  - Warszawa 1954 – I miejsce w sztafecie 4 × 400 m